# تئوفیلاکت سیموکاتا
تئوفولاکتوس(به یونانی: Θεοφύλακτος) یا تئوفیلاکت سیموکاتا(به فرانسوی: Théophylacte Simocatta) تاریخ‌نگار بیزانسی سدهٔ هفتم میلادی است. او را واپسین تاریخ‌نگار بزرگ سده‌های میانهٔ بیزانس می‌دانند.
وی همدوره با فرمانروایی امپراتور موریس و هراکلیوس بود. او کتابی دربارهٔ پادشاهی موریس در هشت جلد نوشته‌است؛ این کتاب در سنجش با آن پروکوپیوس ارزش کمتری دارد و با نثری متکلف نوشته شده‌است. ولی در آن اطلاعات ارزشمندی پیرامون مردمان اسلاو و مردمان ایرانی آورده شده‌است. تئوفیلاکتوس او جنگ هراکلیوس و خسرو پرویز را میان سال‌های ۶۱۰ تا ۶۲۸ میلادی شرح داده‌است. ولی گزارشی دربارهٔ جنگ روم شرقی با عربهای مسلمان در آن درج نشده‌است.
تئوفیلاکتوس از نوشته‌های یوانس اپیفانئوس به عنوان منبع بهره برده‌است.
نیکلاس کوپرنیک نسخهٔ یونانی کتاب تاریخ تئوفولاکتوس را به لاتین ترجمه‌نمود. یوهان هالر این اثر را در ۱۵۰۹ در کراکوف به چاپ رساند.